# Acanthurus mata
Acanthurus mata là một loài cá biển thuộc chi Acanthurus trong họ Cá đuôi gai. Loài cá này được mô tả lần đầu tiên vào năm 1829.

## Từ nguyên
Từ định danh mata bắt nguồn từ tên thông thường của loài cá này dọc theo bờ biển Coromandel (Ấn Độ), cũng là nơi mà mẫu định danh được thu thập.

## Phạm vi phân bố và môi trường sống
Từ Biển Đỏ và vịnh Oman, A. mata được phân bố trải dài về phía đông đến tận quần đảo Marquises và Tuamotu (Polynésie thuộc Pháp), băng qua hầu hết các vùng biển thuộc khu vực Ấn Độ Dương - Thái Bình Dương (trừ quần đảo Hawaii, quần đảo Pitcairn và đảo Rapa Iti), ngược lên phía bắc đến vùng biển phía nam Nhật Bản (gồm cả quần đảo Ogasawara), giới hạn phía nam đến bang New South Wales và đảo Lord Howe (Úc). Một nhóm A. mata đã được bắt gặp tại đảo Darwin (thuộc quần đảo Galápagos, Ecuador), mở rộng phạm vi của loài này xa hơn về phía đông.
Ở Việt Nam, A. mata được ghi nhận tại vịnh Vân Phong (Khánh Hòa); vùng biển ngoài khơi Bình Thuận; cũng như tại quần đảo Hoàng Sa và quần đảo Trường Sa.
A. mata sống tập trung trên các rạn san hô hoặc nền đáy đá ở độ sâu từ 15 đến ít nhất là 100 m. So với những loài cá đuôi gai khác, A. mata có xu hướng sống ở vùng nước đục hơn.

## Mô tả
Chiều dài cơ thể lớn nhất được ghi nhận ở A. mata là 50 cm. Loài cá này có một mảnh xương nhọn chĩa ra ở mỗi bên cuống đuôi, tạo thành ngạnh sắc.
Cơ thể hình bầu dục thuôn dài, có màu nâu sẫm với những sọc ngang gợn sóng màu xanh lam trên đầu và thân. A. mata có thể nhanh chóng chuyển từ màu nâu sang màu lam nhạt trên toàn cơ thể. Một vệt vàng ở sau mắt, tách thành hai dải băng ngang trước mắt. Môi trên có màu vàng. Vây hậu môn và vây lưng màu vàng. Vây đuôi lõm sâu tạo thành hình lưỡi liềm (ở cá trưởng thành).
Số gai ở vây lưng: 8; Số tia vây ở vây lưng: 24–26; Số gai ở vây hậu môn: 3; Số tia vây ở vây hậu môn: 23–24; Số tia vây ở vây ngực: 16–17; Số gai ở vây bụng: 1; Số tia vây ở vây bụng: 5; Số lược mang: 13–15.

## Sinh thái học

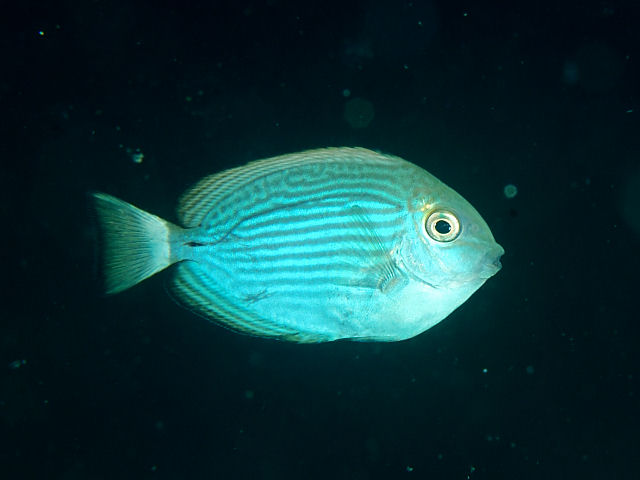
Cá con

Thức ăn của A. mata trưởng thành là động vật phù du, trong khi cá con ăn tảo đáy. Tuy vậy, A. mata đã được quan sát là ăn phân do cá khế Caranx sexfasciatus thải ra.
Tuổi thọ cao nhất được biết đến ở A. mata là 23 năm tuổi.

## Phân loại học
Qua kết quả phân tích DNA ty thể, A. mata là loài chị em gần với Acanthurus leucosternon.

## Đánh bắt
A. mata là một loại cá thực phẩm được nhắm mục tiêu ở bờ tây Thái Lan và Philippines. Chúng cũng được xem là cá cảnh với giá bán trực tuyến dao động từ 30 đến 168,95 USD một con.